# Tiberiu Penția
Tiberiu Penția (n.  ?) a fost un regizor de teatru român, care a îndeplinit funcția de director al Teatrului Național din Craiova în perioada 17 martie 1954 – 6 octombrie 1956.

## Distincții
- Medalia Muncii (18 noiembrie 1955) „cu prilejul sărbătoririi centenarului Teatrului Național din Craiova”[1]